# Gare de Vions – Chanaz
Gare de Vions - Chanaz – przystanek kolejowy w Vions, w departamencie Sabaudia, w regionie Owernia-Rodan-Alpy, we Francji. 
Jest przystankiem kolejowym Société nationale des chemins de fer français (SNCF), obsługiwaną przez pociągi TER Rhône-Alpes. 

## Położenie
Znajduje się na wysokości 235 m n.p.m., na km 104,393, pomiędzy stacjami Culoz i Chindrieux.